# Groene arassari
De groene arassari (Pteroglossus viridis) is een vogel uit de familie Ramphastidae (toekans).

## Verspreiding en leefgebied
Deze soort komt voor in het noordoostelijk Amazonebekken van oostelijk Venezuela tot de Guyana's en noordelijk Brazilië.

## Status
De grootte van de populatie is niet gekwantificeerd maar de soort wordt omschreven als niet algemeen voorkomend. Op de Rode lijst van de IUCN heeft deze soort de status niet bedreigd.